# E.M. Jacoby
Eduard Moritz Jacoby (født 17. september 1845 i Randers, død 1. juli 1909) var en dansk læge og politiker.
Jacoby kom fra et jødisk hjem i Randers og var søn af købmand, agent Jacob Jacoby og Pauline født Meyer.
Han blev læge, dr.med., var 1871-1882 reservelæge på Frederiksberg Hospital og 1896-1908 formand for Frederiksberg Kommunalbestyrelse. Af politisk overbevisning var han liberal og blev formand på stemmer fra socialdemokrater og liberale. Han var blandt de ledende kræfter ved etableringen af Frederiksberg Hospitals nye anlæg i 1900. Desuden medvirkede han til udformningen af Frederiksbergs byvåben, som han i 1899 foreslog, at kommunen skulle få udarbejdet.
6. november 1901 blev han Ridder af Dannebrog.
28. juli 1873 ægtede han på Askerødgård i Skåne Gerda Elisabeth Pehrsson (født 3. august 1854 på Herrestadgård i Skåne – ?).
Jacoby boede med sin familie i en villa på Gammel Kongevej 149 (nedrevet).
Jacobys Allé blev allerede 1906 opkaldt efter ham.